# Julius Weismann
Julius Weismann (Freiburg im Breisgau, 26 de desembre de 1879 - Singen, Llac de Constança, 22 de desembre de 1950) fou un compositor, pianista i director d'orquestra alemany, era fill del músic August Weismann.
Per espai de ser anys cursà estudis en l'Escola Reial de Música de Múnic, perfeccionant-los després amb Herzogenberg i Thuille fins al 1901, any en què s'establí en la seva ciutat natal per a dedicar-se exclusivament a la composició. A les primeries dels anys 1930 però, havia restat professor a Mannheim on entre els seus alumnes tingué a Hans Eppstein.
La seva producció molt copiosa, abraça quasi tots els gèneres, a excepció del dramàtic, sent per a mencionar-se:
- una Simfonia en si menor;
- un Concert, per a violí;
- Variacions i fuga, per a piano i violí;
- un Quartet, per a instruments d'arc;
- un Trio, amb piano;
- dues Sonates, per a violí;
- els cors amb acompanyament d'orquestra, Hymnus an den Mond; Schnitterlied; Ueber einem Grab; Fingerhütchen;
- l'oratori, Macht hocht die Tür, per a soprano, cor mixt i orquestra, etc.